# Одиночка (фильм, 2003)
«Одино́чка» (англ. A Man Apart) — американо-германский боевик 2003 года, снятый режиссёром Ф. Гэри Греем. 
В главных ролях снялись Вин Дизель, Лоренц Тейт и Тимоти Олифант.
Премьера фильма состоялась 4 апреля 2003 в Великобритании, США и Канаде. В России фильм вышел в широкий прокат 17 июля 2003. 
Производственный бюджет фильма составил 36 миллионов долларов, общие сборы — 44 миллиона. 

## Сюжет
Специальный отдел по борьбе с наркотиками полиции штата производит арест крупнейшего наркоторговца за всю историю Мексики. 
В этот момент разгорается война за титул наркобарона и территории плантаций, которую начал некий «Дьябло». 
Преступник за решёткой, операция выполнена. Всё, казалось бы, хорошо, но жену главного героя Шона Веттера (Вин Дизель) убивает подосланный убийца. В отчаянии он задаёт себе один и тот же вопрос: кто и за что? В ходе следующей операции Веттер до смерти избивает одного из подозреваемых, считая его убийцей своей жены. Глава отдела на шесть месяцев лишает Шона полицейского значка. Но он не прекратил борьбу. С помощью своего близкого друга и сослуживца Деметриуса он начинает «копать» информацию о «Дьябло». Причём этой самой информацией его снабжает Мемо Луссеро — тот наркобарон, которого Шон упрятал за решётку. У него были свои виды на «Дьябло»: во-первых, он убил его жену и ребёнка, во-вторых, за это Шон пообещал перевод из федеральной тюрьмы. Со своим коллегой и близким другом Деметриусом он продвигается к вершине наркобизнеса, к «Дьябло». На протяжении всего фильма прорисовывается чёткая иерархическая лестница мафиозной группировки. Наконец добравшись до «Дьябло», Шон убивает его и вместе с Деметриусом улетает домой. Но на этом всё не заканчивается: автобус, перевозивший Луссеро, подвергается обстрелу, и Луссеро сбегает. Прорисовываются факты, что убийца и есть Луссеро. Тогда Шон самолично отправляется на родину Луссеро, который впервые посетил одно место дважды. Веттер сдаёт наркобарона властям.

## В ролях
| Актёр          | Роль              | оригинальное название персонажа |
| -------------- | ----------------- | ------------------------------- |
| Вин Дизель     | Шон Веттер        | DEA Agent Sean Vetter           |
| Лоренц Тейт    | Деметриус Хикс    | DEA Agent Demetrius Hicks       |
| Тимоти Олифант | Голливудский Джек | Hollywood Jack                  |
| Джено Сильва   | Мемо Луссеро      | Memo Lucero                     |
| Джефф Кобер    | Помона Джо        | Pomona Joe                      |
| Эмилио Ривера  | Гарза             | Garza                           |
| Стив Истин     | Тай Фрост         | Supervisory DEA Agent Ty Frost  |
| Кен Давитян    | Рамон Кадена      | Ramon Cadena                    |